# Mannheim Steamroller
Mannheim Steamroller est un groupe de rock symphonique américain, originaire d'Omaha, dans le Nebraska. Il est formé par Chip Davis. Le groupe est surtout connu pour sa série d'albums Fresh Aire, qui mélange la musique classique et le rock, et pour ses enregistrements modernes de musique de Noël. Le groupe a vendu 28 millions d'albums aux seuls États-Unis.

## Biographie
Mannheim Steamroller est à l'origine un alias du producteur et compositeur Chip Davis. Le nom de Mannheim Steamroller vient d'une technique musicale allemande issue du 18e siècle, le Mannheim roller (allemand : Mannheimer Walze),
Du fait qu'aucune major ne voulait s'occuper de sa distribution, Davis fonde son propre label, American Gramaphone (un jeu de mots qui comprend Deutsche Grammophon), pour sortir un album. Le résultat, Fresh Aire, est publié en 1975 sous le nom de Mannheim Steamroller. Fresh Aire II suit en 1977, lui-même suivi par Fresh Aire III en 1979. Les quatre premiers albums de la série Fresh Aire constituent une exploration des quatre saisons, Fresh Aire étant le printemps, Fresh Aire II l'automne, Fresh Aire III l'été, et Fresh Aire IV l'hiver. Davis décide ensuite d'explorer d'autres thèmes, avec Fresh Aire V sous-titré To the Moon, Fresh Aire VI explorant la mythologie grecque, Fresh Aire 7 basé sur le numéro 7, et Fresh Aire 8 basé sur le thème de l'infini.
En 1986, Mannheim Steamroller enregistre des morceaux pour un album intitulé Saving the Wildlife, qui comprend Fresh Aire VI et douze nouveaux morceaux,. En 1987, Davis s'associe avec le guitariste et compositeur Mason Williams pour l'album Classical Gas.
Le groupe apparait en 2011 en 2013 lors de la Macy's Thanksgiving Day Parade, jouant leur version de Deck the Halls. Un nouvel album de la série des Fresh Aire, Exotic Spaces, est annoncé pour mars 2018.

## Discographie

### Albums studio
| Année | Album                                                                           | Meilleure position | Meilleure position | Certification |
| Année | Album                                                                           | New Age Albums     | Billboard 200      | Certification |
| ----- | ------------------------------------------------------------------------------- | ------------------ | ------------------ | ------------- |
| 1975  | Fresh Aire                                                                      |                    |                    | Disque d'or   |
| 1977  | Fresh Aire II                                                                   |                    |                    | Disque d'or   |
| 1979  | Fresh Aire III                                                                  |                    |                    | Disque d'or   |
| 1981  | Fresh Aire IV                                                                   |                    |                    | Disque d'or   |
| 1981  | Fresh Aire Interludes (compilation)                                             |                    |                    | ----          |
| 1983  | Fresh Aire V                                                                    | 25 (1994)          |                    | Disque d'or   |
| 1986  | Fresh Aire VI                                                                   |                    | 155                | Disque d'or   |
| 1990  | Fresh Aire 7                                                                    | 2                  | 77                 | Disque d'or   |
| 1993  | Seasons: A Fresh Aire Collection (coffret contenant les quatre premiers albums) |                    |                    | ----          |
| 1993  | Fresh Aire Music Motivator (compilation)                                        |                    |                    | ----          |
| 2000  | Fresh Aire 8                                                                    | 2                  |                    | ----          |
| 2007  | The Fresh Aire Music of Mannheim Steamroller (compilation)                      |                    |                    | ----          |

### Albums de noël
| Année | Album                                                                       | Meilleure position | Meilleure position | Meilleure position | Certification |
| Année | Album                                                                       | New Age Albums1    | Holiday Albums     | Billboard 200      | Certification |
| ----- | --------------------------------------------------------------------------- | ------------------ | ------------------ | ------------------ | ------------- |
| 1984  | Christmas                                                                   | 8                  | 2                  | 50                 | 6x Platine    |
| 1988  | A Fresh Aire Christmas                                                      | 4                  | 1                  | 36                 | 6x Platine    |
| 1993  | Latin Christmas, Vol. 1 and 2                                               |                    |                    |                    | ---           |
| 1995  | Christmas in the Aire                                                       | 1                  | 1                  | 3                  | 4x Platine    |
| 1997  | Christmas Live                                                              | 1                  | 1                  | 24                 | Platine       |
| 1997  | My Little Christmas Tree and Other Christmas Bedtime Stories (livre inclus) |                    |                    |                    | ----          |
| 1998  | The Christmas Angel: A Family Story                                         | 1                  | 2                  | 25                 | Platine       |
| 2001  | Christmas Extraordinaire                                                    | 1                  | 1                  | 5                  | 3x Platine    |
| 2001  | Christmas Collection (coffret)                                              |                    |                    |                    | ----          |
| 2004  | Christmas Celebration                                                       | 1                  | 1                  | 19                 | Platine       |
| 2006  | Winter Wonderland (compilation)                                             |                    |                    |                    | ----          |
| 2007  | Christmas Song                                                              | 1                  | 2                  | 5                  | Platine       |
| 2007  | Trimming the Tree (compilation)                                             |                    |                    |                    | ----          |
| 2007  | Morning Frost (compilation)                                                 |                    |                    |                    | ----          |
| 2007  | Mannheim Steamroller the Making of Christmas Song by Chip Davis             |                    |                    |                    | ----          |
| 2008  | Sweet Memories (compilation)                                                |                    |                    |                    | ----          |
| 2008  | A Candle Light Christmas (compilation)                                      | 1                  | 8                  | 68                 | ----          |
| 2008  | Christmasville                                                              | 2                  | 8                  | 48                 | ----          |
| 2009  | Christmas 25th Anniversary Collection (compilation)                         | 1                  | 6                  | 29                 | Disque d'or   |
| 2010  | Heading Home (compilation)                                                  |                    |                    |                    | ----          |
| 2011  | Christmas Symphony                                                          | 1                  | 2                  | 19                 | ----          |
| 2011  | Hometown (compilation)                                                      |                    |                    |                    | ----          |
| 2011  | Mannheim Ultimate Christmas Collection (coffret)                            |                    |                    |                    | ----          |
| 2012  | Tis the Season (compilation)                                                |                    |                    |                    | ----          |
| 2013  | Christmas Symphony II                                                       |                    | 2                  | 26                 | ----          |
| 2014  | 30/40                                                                       |                    |                    |                    | ----          |

### Albums de noël par (Chip Davis)
| Année | Titre                                    | Meilleure position | Meilleure position | Certification |               |
| Année | Titre                                    | New Age Albums1    | Holiday Albums2    | Certification | Billboard 200 |
| ----- | ---------------------------------------- | ------------------ | ------------------ | ------------- | ------------- |
| 1996  | Chip Davis' Holiday Musik                |                    |                    |               | ----          |
| 1997  | Chip Davis' Holiday Musik II             |                    |                    |               | ----          |
| 1998  | Chip Davis Presents: Renaissance Holiday |                    |                    |               | ----          |

### SérieHalloween
| Année | Titre                                | Meilleure position | Meilleure position | Certification |
| Année | Titre                                | New Age Albums1    | Billboard 200      | Certification |
| ----- | ------------------------------------ | ------------------ | ------------------ | ------------- |
| 2003  | Halloween                            | 1                  | 53                 | ----          |
| 2004  | Halloween: Monster Mix               |                    |                    | ----          |
| 2006  | Halloween 2 Creatures Collection     |                    |                    | ----          |
| 2006  | Halloween: Sweet Tooth (compilation) |                    |                    | ----          |

### SérieAmbience
| Année | Titre                 | Meilleure position | Meilleure position | Certification |
| Année | Titre                 | New Age Albums1    | Billboard 200      | Certification |
| ----- | --------------------- | ------------------ | ------------------ | ------------- |
| 2000  | Ambience: Bird Song   |                    |                    | ----          |
| 2001  | Ambience: Summer Song |                    |                    | ----          |
| 2003  | Ambience: Autumn Song |                    |                    | ----          |
|       |                       |                    |                    |               |

### SérieDay Partset albums solo
| Année | Titre                                           | Meilleure position | Meilleure position | Certification |
| Année | Titre                                           | New Age Albums1    | Billboard 200      | Certification |
| ----- | ----------------------------------------------- | ------------------ | ------------------ | ------------- |
| 1991  | Day Parts: Sunday Morning Coffee                |                    |                    | ----          |
| 1992  | Chip Davis' Day Parts: Dinner                   |                    |                    | ----          |
| 1992  | Chip Davis' Day Parts: Party Music That Cooks   |                    |                    | ----          |
| 1993  | Chip Davis' Day Parts: Romance                  |                    |                    | ----          |
| 1993  | Impressions                                     |                    |                    | ----          |
| 1994  | Chip Davis' Day Parts: Sunday Morning Coffee II |                    |                    | ----          |
| 1995  | Chip Davis' Day Parts: Party Music That Cooks 2 |                    |                    | ----          |
| 1998  | Chip Davis' Day Parts: Romance II               |                    |                    | ----          |

### Autres albums
| Année | Titre                                                                     | Meilleure position | Meilleure position | Certification |
| Année | Titre                                                                     | New Age Albums1    | Billboard 200      | Certification |
| ----- | ------------------------------------------------------------------------- | ------------------ | ------------------ | ------------- |
| 1984  | American Gramaphone Sampler III (compilation)                             |                    |                    | ----          |
| 1986  | Saving the Wildlife (bande son du documentaire homonyme diffudsé en 1986) |                    |                    | ----          |
| 1987  | Classical Gas                                                             |                    |                    | Disque d'or   |
| 1989  | Yellowstone: The Music of Nature                                          | 2                  | 167                | Disque d'or   |
| 1987  | American Gramaphone Sampler (compilation)                                 |                    |                    | ----          |
| 1990  | American Gramaphone Sampler 2 (compilation)                               |                    |                    | ----          |
| 1994  | To Russia with Love                                                       | 9                  |                    | ----          |
| 1996  | Huskers Musik                                                             |                    |                    | ----          |
| 1997  | A Mannheim Massage (compilation)                                          |                    |                    | ----          |
| 1998  | In the Deed the Glory                                                     |                    |                    | ----          |
| 1998  | Mannheim Steamroller Meets the Mouse                                      | 1                  | 89                 | ----          |
| 1999  | 25 Year Celebration of Mannheim Steamroller (compilation)                 |                    |                    | ----          |
| 2003  | Romantic Melodies                                                         | 1                  | 41                 | ----          |
| 2003  | American Spirit                                                           |                    |                    | ----          |
| 2004  | Exclusive Collection (compilation)                                        |                    |                    | ----          |
| 2005  | Romantic Themes                                                           |                    |                    | ----          |
| 2007  | The Music of the Spheres                                                  |                    |                    | ----          |
| 2010  | True Wilderness                                                           |                    |                    | ----          |
| 2012  | Safari (réédition de Saving the Wildlife)                                 |                    |                    | ----          |
| 2013  | Snapshot: Mannheim Steamroller (compilation)                              |                    |                    | ----          |
| 2013  | The Music of the Spheres (réédition, cinq morceaux bonus, un retiré)      |                    |                    | ----          |